# Мартиросян, Грач
Грач Мартирося́н (арм. Հրաչ Մարտիրոսյան, род. 10 ноября 1964, Кировакан, Армянская ССР, СССР) — армянский лингвист. Получил степень доктора философии (PhD) в 2008 году в Лейденском университете за работу «Очерк армянской этимологии с рассмотрением диалектных и культурологических данных».
Мартиросян читал лекции в Мичиганском университете и Ереванском Государственном Университете. Принимал участие в беседах о лингвистике и армянском языке на каналах телевидения Армении.

## Биография
Родился 10 ноября 1964 года в Кировакане. В 1981 году окончил школу, в 1991 году — Кироваканский государственный педагогический институт.
В 1991—1994 годах работал научным сотрудником в Институте археологии и этнографии Армянской академии наук. С 2001 года — сотрудник Лейденского университета.
В 2008 году получил степень доктора философии (PhD) при защите диссертации «Очерк армянской этимологии с рассмотрением диалектных и культурологических данных» под руководством профессора Йоса Вейтенберга.
В 2009—2010 годах вел научную работу в Мичиганском университете.
В 2015—2017 работал над темой «Имена собственные иранского происхождения в армянском языке» в рамках проекта Iranisches Personennamenbuch Института иранистики Академии наук Австрии под руководством профессора Велизара Садовского.
С 2018 года занимается этимологией армянской исконной лексики в Центре лингвистики при Лейденском университете.
С 2019 преподает современный восточноармянский и классический армянский языки в Калифорнийском университете в Лос-Анджелесе.
Выступал с докладами и читал лекции в Лейдене, Мичигане, Оксфорде, Кембридже, Павии, Москве, Сорбонне и Армении.
С 2008 года организует летнюю арменоведческую экспедицию (HayaSSA) для студентов и молодых ученых. С 2020 года экспедиция стала международной.

## Научная деятельность
Исследования Грача Мартиросяна посвящены исторической и сравнительной лингвистике, истории армянского языка. Его этимологический словарь армянской лексики индоевропейского происхождения является наиболее актуальной работой в этой области.

## Взгляды
Считает себя убежденным атеистом. В мае 2014 года был в числе интеллектуалов, подписавших открытое письмо против решения Ереванского городского совета об установке памятника Анастасу Микояну.

## Публикации
- Martirosyan, Hrach. Studies in Armenian Etymology with Special Emphasis on Dialects and Culture («Очерк армянской этимологии с рассмотрением диалектных и культурологических данных», кандидатская диссертация). — 2008.

- Martirosyan, Hrach. Etymological Dictionary of the Armenian Inherited Lexicon (англ.). — BRILL, 2010. — ISBN 9789004173378.
- Martirosyan, Hrach. The place of Armenian in the Indo-European language family: the relationship with Greek and Indo-Iranian. — Вопросы языкового родства. — 10, 2013
- Мартиросян, Грач. Армянские диалекты: характеристика отдельных диалектов. — Языки мира: Реликтовые индоевропейские языки Передней и Центральной Азии / РАН. Институт языкознания. — Москва: Academia. — 2013 — С. 334—385.
- Martirosyan, Hrach. Լեռնային ակունքի ֆառնը, արշալույսի դիցուհին և գլխի ու մորթու զոհածեսը վիշապակոթողների իմաստաբանական հենքում [The ‘farn’ of mountainous spring, the Dawn goddess and the ritual of head and hide within the semantic framework of the Višap / Dragon stelae]. In: Վիշապ քարակոթողները [The vishap stone stelae]. — Yerevan: «Gitutʻyun» — 2015 — C. 136—170 [English summary: 415].